# Чехословацко-венгерская война
Чехословацко-венгерская война — вооружённый конфликт между Советской Венгрией и Чехословакией. Конфликт завершился занятием чехословацкими войсками Подкарпатской Руси, г. Шалготарьян и предместья Братиславы на правом берегу Дуная. Для разрешения боевых действий между сторонами Антанта выдвинула 13 июня 1919 года ноту, содержащую линию демаркации между чехословацкими и венгерскими частями. Эта линия, с небольшими изменениями, стала основой чехословацко-венгерской границы, утверждённой Трианонским миром 4 июня 1920 года.

## Территориальные претензии Чехословакии к Венгрии (1918)
Основу чехословацко-венгерского конфликта составлял территориальный спор. После завершения Первой мировой войны лидеры чехословацкого движения вынашивали ряд территориальных претензий к бывшему Венгерскому королевству. Во-первых, они требовали объединения населённых словаками районов северной Венгрии с Чехией. Дополняя эту программу стратегическими требованиями, чехословаки претендовали на венгерские территории к северу от линии Прессбург (с 1919 г. Братислава)-Комарно-Эстергом-Вац-Римавска-Собота-Кошице-Чоп и заканчивая Сигету-Мармарцией на востоке, т.е. те районы, где преобладало русинское или венгерское население. Наиболее отдалённым пунктом чехословацких претензий на юго-востоке был Мишкольц. Помимо того, руководство провозглашённой 28 октября 1918 года Чехословакии рассчитывало на расширение территорий их государства за счёт т.н. «славянского коридора», проходящего по территории западной Венгрии.

## Попытки урегулирования дипломатическими методами (осень 1918 г. – весна 1919 гг.)
Претензии ЧСР на венгерские территории заложили фундамент натянутых отношений между Будапештом и Прагой. Первые боевые столкновения между венгерскими и чехословацкими военными частями произошли в начале ноября 1918 г., когда посланные из Праги войска попытались занять северо-западные районы Словакии. Венгерские части, посланные в ответ из Будапешта, смогли быстро выбить чехословаков. 20 ноября 1918 г. правительство Михайя Каройи решило предложить ЧСР в обмен на эвакуацию своих войск продовольственные концессии, создав, одновременно, в Верхней Венгрии словацкую автономию.
3 декабря 1918 г. Антанта потребовала у Каройи вывести венгерские войска из Словакии, подлежащей оккупации ЧСР. Под этим давлением, Венгрия согласилась на чехословацкую оккупацию своих северных районов. 6 декабря 1918 г. чехословацкий представитель в Будапеште Милан Годжа согласовал с венгерским министром обороны Альбертом Бартой линию временной демаркации между продвигавшимися чехословацкими и отступавшими венгерскими войсками. Линия проходила к северу от Прессбурга (Братиславы) и тянулась на востоке до Ужгорода, далее поворачивая на север, оставляя Прессбург, Кошице и Ужгород на венгерской стороне.
23 декабря 1918 г. Антанта направила Каройи новую ноту, которая содержала другую линию демаркации между ЧСР и Венгрией, передавая ЧСР больше территорий, нежели соглашение Барта-Годжа. Новая граница шла вдоль Дуная, р. Ипой, далее до Римавской Суботы, заканчивая рекой Уж.  Премьер Каройи попытался опротестовать такой раздел «Верхней Венгрии», но лишённая армии Венгрия не была способна на вооружённое сопротивление. Быстро продвигающиеся на восток чехословацкие войска заняли к 20 января 1919 г. территории согласно линии 23 декабря 1918 г.

## Возобновление боевых действий (апрель-май 1919)
Приход коммунистов к власти в Венгрии в марте 1919 г. дал повод министру иностранных дел ЧСР Эдуарду Бенешу требовать на Парижской мирной конференции увеличения площади контролируемых чехословаками территорий в Венгрии. Бенеш поднял вопрос оккупации Подкарпатской Руси, а также расширении словацких границ на юг.
15 апреля 1919 г. румынские войска начали наступление против советской Венгрии и к концу месяца вышли к р. Тиса. Войска Чехословакии также перешли в наступление против ВСР и 27 апреля двинулись на Мишкольц и начали проникновение в Подкарпатскую Русь. К 30 апреля чехословацкие войска ворвались в Мукачево и Шаторальяуйхей, приблизились к Мишкольцу и Эгеру. 1 мая чехословацкие войска ворвались в Мишкольц. Занятие Мишкольца угрожало центру важнейшего угольного бассейна Венгрии — Шалготарьяну. Также 1 мая в сражении под Комарно венгерские войска потерпели серьёзное поражение.
1 мая 1919 г. нарком иностранных дел ВСР Бела Кун отправил телеграмму чехословацкому, румынскому и сербскому правительствам, где он признавал их «территориально-национальные» требования. В ответ Кун требовал прекращения интервенции. В начале мая военные действия на румынском фронте были приостановлены. 
7 мая реорганизованной 6-й дивизии Красной армии было остановлено также наступление чехословацких войск. 9 мая вооружённые силы Советской Венгрии под Шалготарьяном перешли в контрнаступление и заставили противника на северном участке отступить. 10 мая чехословацкие военные отряды были оттеснены к Сеченю, а 12 мая — к Фюлеку[страница?].

## Северный поход (май-июнь 1919)
Оценив создавшуюся обстановку, начальник генштаба Аурел Штромфельд приступил к подготовке частей венгерской Красной армии для контрнаступления на северо-восточном фронте. 15 мая главнокомандование издало предварительный приказ об освобождении Мишкольца. Исполнение этой задачи было поручено 3-му корпусу венгерской Красной армии под командовавием Енё Ландлера. В состав корпуса входили 1-я и 5-я дивизии. 20 мая венгерская Красная армия начала наступление на северо-восточном направлении с целью освобождения Мишкольца. В ожесточённом однодневном бою части 1-й дивизии, разгромив 6-ю чехословацкую дивизию, на рассвете 21 мая освободили Мишкольц. Наступление было столь стремительным, что чехословацкие войска обратились в паническое бегство. Успеху наступления 1-й дивизии способствовало продвижение 5-й дивизии в горах Бюкк. Командование чехословацких войск, во главе которого стояли итальянские генералы, не смирилось с потерей Мишкольца. 23 мая оно предприняло крупное совместное контрнаступление чехословацких войск с севера и румынских войск с юго-востока. Однако это наступление было отражено частями Красной армии. В дальнейшем контрнаступление проходило также успешно и развернулось в трёх направлениях: на Мишкольц-Кошице, на Лученец и на Левицы.
30 мая началось общее наступление венгерской армии по всему северному фронту протяжённостью в 250 км. Противник вынужден был отступать на всех участках фронта. Соединения 3-го армейского корпуса в этот же день вышли на линию
Мучонь — Желиз — Сиксо. На других участках фронта были освобождены 30 мая Лученец, 31 мая — Римавска-Собота, район р. Иполь. 2 и 3 июня части 4-й дивизии, форсировав р. Хернад, развернули успешное наступление на северо-востоке. 5 июня они освободили г. Шаторальяуйхей. Предпринятое 6-й дивизией Красной армии наступление в районе Кошице натолкнулось 5 июня на ожесточённое сопротивление противника. Чехословацкие войска хотели удержать Кошице во что бы то ни стало. Однако их усилия не увенчались успехом. Войска 6-й дивизии 6 июня с боем освободили центр восточной Словакии г. Кошице, а затем Прешов, Бардиев.
К этому времени и на других участках фронта части венгерской Красной армии добились значительных успехов. Были освобождены города Детва, Зволен и Нове Замки. 11 июня Красная армия, разгромив в ожесточённых боях чехословаков, вышла к границам Польши. Чехословацкая армия была рассечена надвое. Основные её силы находились в Западной Словакии и незначительная часть под командованием генерала Дестрема — в Восточной Словакии и западной части Закарпатья.
Однако переломным ходом боевых действий стал итог битвы под Зволеном, которая шла с 10 по 13 июня. В результате сражения чехословацкие войска под командованием полковника Шнейдарека помимо того, что остановили венгерское наступление, была полностью перехвачена инициатива в войне.

## Перемирие и окончание войны
Чехословацкая дипломатия попыталась использовать венгерское наступление в Словакии для оправдания новых территориальных претензий. 5 июня 1919 г. президент Томаш Масарик предложил Бенешу согласовать с Антантой чехословацкую оккупацию правого берега Дуная между Братиславой и Комарно и перенос линии демаркации к 30 км. к северу от Будапешта. Масарик даже предложил рассмотреть вариант временного занятия Будапешта и считал актуальным вновь поднять на Парижской мирной конференции проект «славянского коридора».
Тем не менее, Великие державы удовлетворили новые претензии ЧСР частично. Верховный Совет Парижской мирной конференции сообщил 13 июня 1919 г. ЧСР окончательную линию демаркации в Венгрии, которая, в основном повторяя демаркационную линию от 23 декабря 1918 г. в Словакии, передавала под чехословацкую оккупацию Подкарпатскую Русь. 16 июня 1919 г. Кун сообщил представителям Антанты и ЧСР о начале вывода венгерских войск из Словакии. Тем не менее, бои между армиями ЧСР и ВСР продолжались. Обе стороны обвиняли друг друга в невыполнении перемирия и не желали складывать оружие. Только 24 июня 1919 г. Кун дал окончательный приказ венгерским войскам покинуть территорию Словакии.
В день предполагаемого начала эвакуации Красной армии из ЧСР, 16 июня 1919 г. в занятом венгерской армией Прешове была провозглашена Словацкая Советская Республика (ССР). Тем не менее, эвакуация венгерских войск привела к её падению, и правительство ССР покинуло Словакию вместе с последними частями венгерской Красной армии 1 июля 1919 г.
Между тем, невзирая на протесты Антанты, наступление румынской армии вглубь Венгрии продолжалось. Предвидя военный коллапс советского режима, 1 августа 1919 г. правительство Б. Куна подало в отставку, передав власть социал-демократам, которых возглавил Дьюла Пейдль. ЧСР, пользуясь очередным «венгерским хаосом», ввела свои войска в Шальготарьян и расширила чехословацкий плацдарм на правом берегу Дуная напротив Братиславы (район Петржалки). Эти действия нарушали линию чехословацко-венгерской демаркации от 13 июня 1919 г., что вызвало новое недовольство Антанты. Таким образом, в результате прошедших в мае-августе 1919 г. боёв Румыния заняла центральную часть Венгрии, а Чехословакия, с разрешения Парижской мирной конференции, оккупировала, помимо Словакии, и Подкарпатскую Русь. Линия демаркации от 13 июня 1919 г. была положена в основу закреплённых Трианонским миром 4 июня 1920 г. границ.